# Codonopsis deltoidea
Codonopsis deltoidea är en klockväxtart som beskrevs av Thomas Ford Chipp. Codonopsis deltoidea ingår i släktet Codonopsis, och familjen klockväxter. Inga underarter finns listade i Catalogue of Life.